# Walery Kosyl
Walery Kosyl (* 17. března 1944, Alfeld) je bývalý polský hokejový brankář.  Po skončení aktivní kariéry působil jako hokejový trenér.

## Hráčská kariéra

### Klubová kariéra
V polské lize chytal za tým ŁKS Łódź (1957-1964) a (1967-1983) a během vojny za HC Legia Warszawa (1964-1967). V polské lize nastoupil v 559 utkáních a jako jediný brankář dal gól.

### Reprezentační kariéra
Polsko reprezentoval na olympijských hrách v roce 1972 a 1976 a 7 turnajích mistrovství světa v letech 1965, 1966, 1967, 1970, 1972, 1973 a 1974. Celkem za polskou reprezentaci nastoupil ve 137 utkáních.